# Chriacus
Genre
Le genre Chriacus regroupe des ongulés fossile Condylarthres du Paléocène et du début de l'Éocène. Chriacus vivait il y a environ 63 Ma dans les forêts d'Europe, du Canada et des États-Unis, masses continentales encore en connexion à l'époque. Parmi les Condylarthres, c'est l'un des mieux connus, en partie grâce à la découverte de squelettes quasi complets dans le Wyoming.

## Description

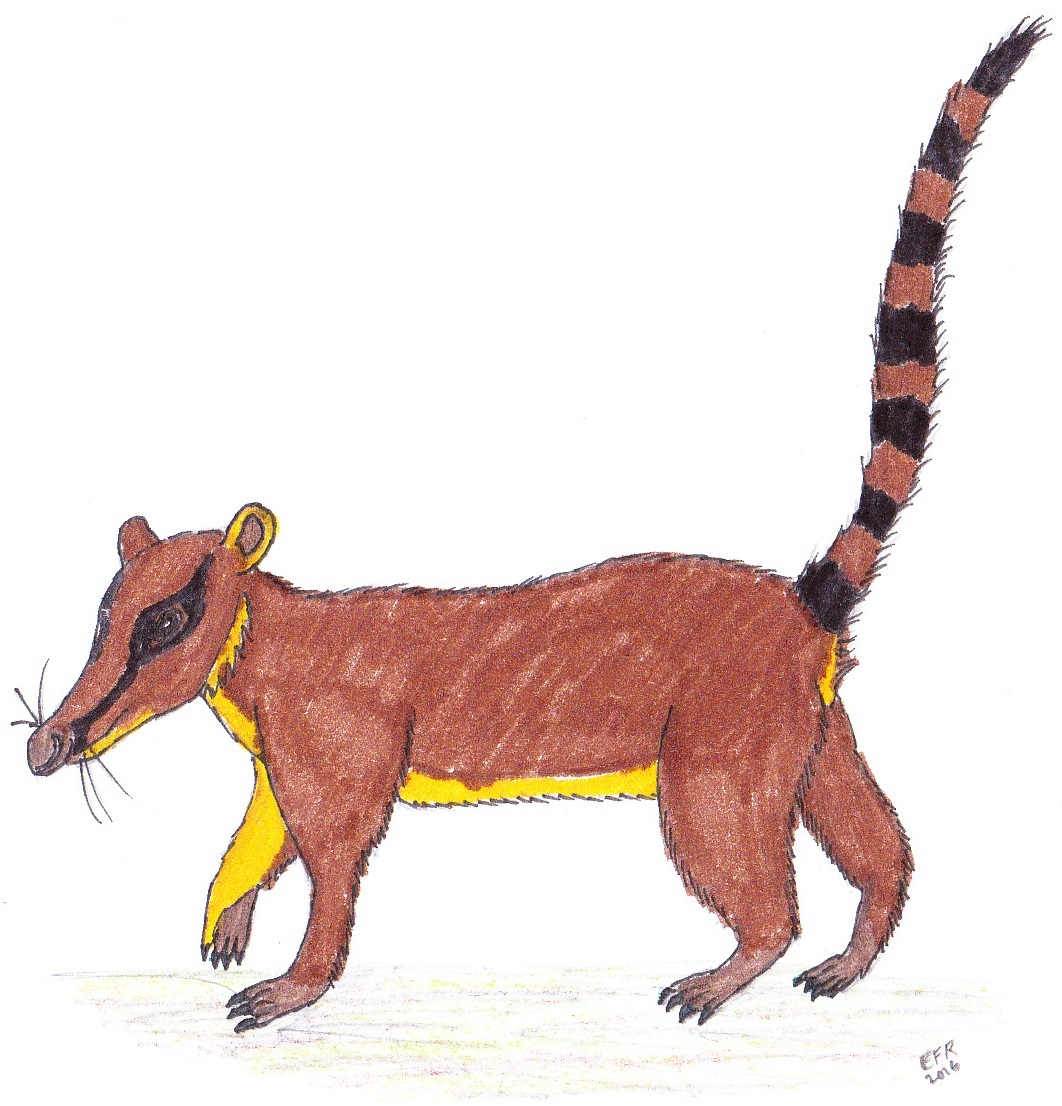
Reconstitution de Chriacus avec une robe inspirée des actuels coatis, par le paléoartiste E. F. Rique.

Long d'un mètre, Chriacus avait l'allure des Procyonidae et Viverridae actuels tel le coati, avec probablement un mode de vie proche de ceux-ci, mais ne leur est pas apparenté. Il était adapté à la vie arboricole, contrairement aux ongulés actuels, adaptés à la vie sur le sol. La structure des pieds, les articulations flexibles des talons, les pattes puissantes aux griffes acérées et une longue queue pouvaient faire de Chriacus un excellent grimpeur, capable, à l'instar des écureuils, de descendre des arbres la tête en bas. Les pattes antérieures de Chriacus pouvaient aussi creuser le sol. Ses incisives longues et étroites avaient des sillons microscopiques, que l'animal utilisait peut-être pour l'entretien de sa robe. Les molaires évoquent un régime omnivore, consistant en fruits, noix, œufs, oisillons, petits mammifères ou insectes.

## Taxonomie
En raison des caractères squelettiques et odontologiques communs, le genre Chriacus est considéré par divers auteurs comme proche du genre également arboricole Protictis dans lequel sont placés les ancêtres de Chiroptères.

## Liste des espèces
- C. angulatus
- C. antiquus
- C. badgleyi
- C. baldwini
- C. calenancus
- C. gallinae
- C. metacometi
- C. oconostotae
- C. orthogonius
- C. pelvidens
- C. priscus
- C. pugnax
- C. pusillus
- C. ruetimeyeranus
- C. schlosserianus
- C. simplex
- C. stenops
- C. truncatus